# Dalquestia grasshoffi
Espèce
Dalquestia grasshoffi est une espèce d'opilions eupnois de la famille des Globipedidae.

## Distribution
Cette espèce est endémique de l'État d'Hidalgo au Mexique. Elle se rencontre vers Jacala de Ledezma vers 1 200 m d'altitude.

## Description
Les mâles mesurent de 3,09 à 3,45 mm et les femelles de 4,00 à 5,07 mm.

## Systématique et taxinomie
Cette espèce a été décrite par Cokendolpher en 1984.

## Étymologie
Cette espèce est nommée en l'honneur de Manfred Grasshoff.

## Publication originale
- Cokendolpher, 1984 : « A new genus of North American harvestmen (Arachnida: Opiliones: Palpatores). » Festschrift for Walter W. Dalquest in honor of his sixty-sixth birthday. Midwestern State University, Wichita Falls, p. 27–43.